# Dario Antoniozzi
Dario Antoniozzi (ur. 11 grudnia 1923 w Rieti, zm. 25 grudnia 2019 w Cosenzy) – włoski polityk i prawnik, wieloletni parlamentarzysta krajowy, w latach 1976–1979 minister w różnych resortach, poseł do Parlamentu Europejskiego I i II kadencji.

## Życiorys
Syn Florindo, dyrektora oddziałów banku Cassa di Risparmio. Wychowywał się w Rieti i Cosenzy. Ukończył studia prawnicze, po czym uzyskał uprawnienia adwokata.
Zaangażował się w działalność polityczną w ramach Chrześcijańskiej Demokracji, był zastępcą jej sekretarza generalnego i wieloletnim szefem struktur w Kalabrii. Od 1953 do 1980 był członkiem Izby Deputowanych II, II, IV, V, VI, VII i VIII kadencji. Przez około 20 lat sprawował funkcje sekretarza stanu i ministra w różnych resortach. Pozostawał wiceministrem transportu (1958–1960), poczty i telekomunikacji (1960–1962), turystyki i rozrywki (1962–1963), handlu morskiego (1963) rolnictwa i leśnictwa (1963–1968 w trzech rządach Aldo Moro i 1968–1970 w dwóch Mariano Rumora). W latach 1970–1972 był podsekretarzem stanu przy prezydium rządu, później wiceministrem budżetu i programów ekonomicznych (1972). W rządach Giulio Andreottiego sprawował kolejno funkcje ministra turystyki i rozrywki (od lipca 1976 do marca 1978), kultury i środowiska oraz badań naukowych i technicznych (od marca 1978 do marca 1979) oraz szefa resortu rolnictwa (od marca do sierpnia 1979).
W 1979 i 1984 wybierano go do Parlamentu Europejskiego. Przystąpił do grupy Europejskiej Partii Ludowej, od 1987 do 1989 zasiadał w jej prezydium. Należał m.in. do Komisji ds. Instytucjonalnych, Komisji ds. Kontroli Budżetu oraz Komisji ds. Kwestii Politycznych. W 1989 nie uzyskał reelekcji, po czym wycofał się z polityki. Został m.in. honorowym przewodniczącym stowarzyszenia dziennikarzy i stowarzyszenia włoskich członków Europejskiej Partii Ludowej.

## Życie prywatne
Jego syn Alfredo był europarlamentarzystą z ramienia Forza Italia i Ludu Wolności.
W 1980 otrzymał Złoty Medal za Zasługi dla Kultury i Sztuki.